# Franciszek Skowyra
Franciszek Skowyra (ur. 28 października 1902 w Mędrzechowie, zm. 23 sierpnia 1978 w Nowym Jorku) – prawnik, działacz polonijny w USA.

## Życiorys
Ukończył gimnazjum w Tarnowie. Po zdaniu matury zapisał się na Wydział Prawa i Administracji Uniwersytetu Jagiellońskiego w Krakowie. Tam w Akademickim Kole Tarnowiaków pełnił funkcję wiceprezesa. Działał również w Akademickim Związku Młodzieży Ludowej. Po dwóch latach, ze względu na sytuację finansową, przerwał studia. Po ukończeniu kursu pedagogicznego pracował w szkolnictwie na Śląsku, m.in. w Piekarach Śląskich. Pracując kontynuował studia na Uniwersytecie Jagiellońskim, uwieńczonym stopniem magistra prawa i administracji. W szkolnictwie pełnił funkcję inspektora.
Był członkiem Polskiego Stronnictwa Ludowego „Piast”, należał do władz centralnych Stronnictwa. Gdy wybuchła wojna, zgłosił się jako ochotnik do walki z Niemcami. Po kampanii wrześniowej znalazł się we Lwowie, gdzie został aresztowany i osadzony w łagrach na w Kandałaszy i Workucie. Stamtąd z armią gen. Andersa przebył cały szlak bojowy II Korpusu.
Po wojnie wyjechał do Wielkiej Brytanii, od 1951 roku mieszkał w Stanach Zjednoczonych. Był czynnym działaczem polonijnym, jednym z założycieli i długoletnim prezesem Koła Mędrzechowian w USA (1955-1975). Zmarł 23 sierpnia 1978 roku w Nowym Jorku, jego ciało spoczęło w Alei Zasłużonych w Doylestown („Amerykańskiej Częstochowie”) w Pensylwanii.

## Nagroda im. Ireny i Franciszka Skowyrów
W 1980 roku została ufundowana w USA Nagroda im. Ireny i Franciszka Skowyrów. 2 III 1981 roku została zatwierdzona przez Senat KUL i od tego roku jest przyznawana przez Instytut Badań nad Polonią i Duszpasterstwem Zagranicznym Katolickiego Uniwersytetu Lubelskiego. Brane są pod uwagę prace drukowane, których tematem jest historia najnowsza, szczególnie dzieje polskiej myśli politycznej, ruchu ludowego oraz walk niepodległościowych, jak również za prace o problematyce polonijnej i religijnej, szczególnie ukazujący wkład Kościoła i duchowieństwa w rozwój kultury narodowej, walkę o wolność i niepodległość Polski, sprawiedliwość społeczną, godność i prawa człowieka. Nie została przyznana w 1985, 2007, 2011-2013 roku. Od 1994 roku nagroda nosi imię Ireny i Franciszka Skowyrów (wcześniej tylko Franciszka).